# غواصی صنعتی

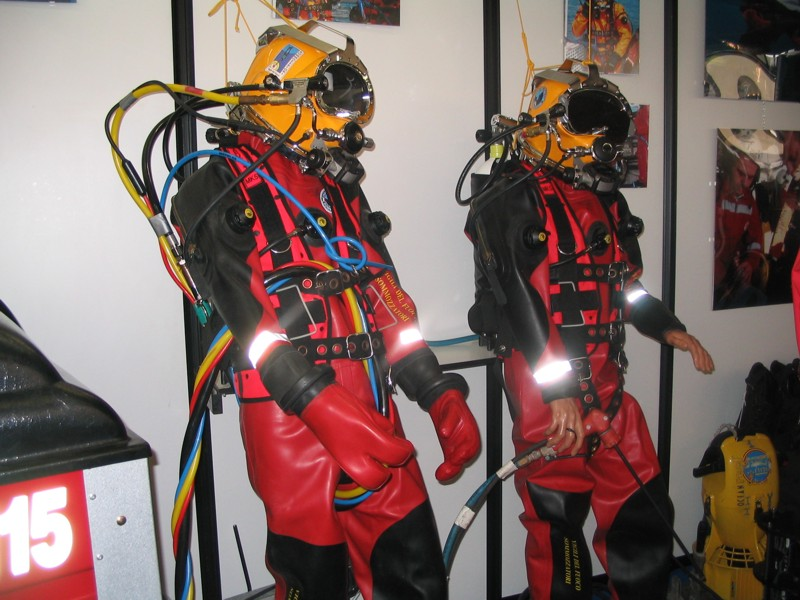
یک دست تجهیزات کامل غواصی صنعتی برای کار در مناطق فراساحلی

غواصی تجاری یا غواصی صنعتی (به انگلیسی Commercial Diving) شاخه‌ای از غواصی است که در آن غواصان مشغول به انجام کارهای فنی در زیر آب میگردند.از این خدمات در بخش اکتشاف و تولید در صنعت نفت و گاز و در نقاط دور از ساحل مانند خلیج مکزیک در ایالات متحده و دریای شمال در بریتانیا و نروژ و در امتدادسواحل برزیل بسیار استفاده می‌شود.

## کارآئی
از جمله وظایفی که به هنگام کار بر عهده غواصان صنعتی محول میگردد، شامل پاکسازی و نگهداری از سکوهای نفتی و سازه‌های زیر آبی مورد استفاده در فرایند تولید نفت و گاز است. برای بسیاری از غواصان صنعتی که به تازگی واجد شرایط شده‌اند، این نقطه ورود به کار در این صنعت است.این کارگران زیر آبی اغلب زندگی خود را در محل کار بر روی سکو یا کشتی برای چند هفته میگذرانند. شیفت کار معمولن ۱۲ ساعت است و بقیه ساعت را به استراحت می پردازند.
عدم وجود غواصان با تجربه  در این صنعت منجر به فشار بیشتر و پرداخت دستمزد کمتر به غواصان جوان‌تر و تازه‌کار گردیده است.
دستمزد کم، بی‌تجربگی نسبی نیروی انسانی و کار همراه با شرایط عملیاتی دشوار و خطرناک و دور از ساحل و گاهی در خطرناک‌ترین منطقه‌ها از معایب اشتغال برای غواصان حرفه‌ای می‌باشد.

## تجهیزات
تجهیزات مورد استفاده برای غواصی صنعتی بیشتر گرایش به تجهیزات تغذیه از سطح دارد، اما این امر با توجه به ماهیت کار و محل متفاوت باشد. به عنوان مثال ممکن است غواصی غواصان خلیج مکزیک مبتنی بر وت سوت باشد در حالی که غواصان صنعتی دریای شمال نیاز به درای سوت با توجه به درجه حرارت آب خواهند داشت.